# Кирилловка (Волчанский район)
Кири́лловка (укр. Кирилівка; до 2016 — Второ́е Красноарме́йское либо Червоноарме́йское Второе, до 1919 — Никола́евка 2-я) — село, Красноармейский (Второй) сельский совет,
Чугуевский район,
Харьковская область, Украина.
Код КОАТУУ — 6321688801. Население по переписи 2001 года составляет 606 (278/328 м/ж) человек.
Являлся до 2016 года административным центром Красноармейского (Второго) сельского совета, в который, кроме того, входили сёла Москалёвка и Погорелое.

## Географическое положение
Село Кирилловка находится на реке Хотомля;
выше по течению примыкает село Дороше́нково (Великобурлукского района),
ниже по течению — село Москалёвка.

## История
- 1710 — основано как село Николаевка.[4]
- 1919 — переименовано в село Второе Красноармейское[1] в честь Красной армии.
- 2016 — название села было "декоммунизировано" и оно переименовано в Кирилловку.

## Название
В 1920-х — начале 1930-х годов Волчанском районе и области прошла «волна» переименований значительной части населённых пунктов, в основном на левом (восточном) берегу Донца, в «революционные» названия — в честь Октябрьской революции, пролетариата, сов. власти, Кр. армии, социализма, Сов. Украины, деятелей «демократического и революционного движения» (Т. Шевченко, Г. Петровского) и новых праздников (1 мая и др.) Это приводило к путанице, так как рядом могли оказаться сёла с одинаковыми новыми названиями, которым зачастую давали названия «1-е» и «2-е» — например, Первое, Второе Красноармейское и оно же Второе Червоноармейское.

## Экономика
- В селе при СССР были молочно-товарная ферма, машинно-тракторные мастерские.
- Агрофирма им. Т. Г. Шевченко, сельскохозяйственное ООО.

## Объекты социальной сферы
- Детский сад.
- Школа.
- Дом культуры.

## Достопримечательности
- Братская могила советских воинов. Похоронены павших 145 воинов.